# Mönichkirchen
Mönichkirchen là một thị xã thuộc huyện Neunkirchen trong bang Niederösterreich.